# Бруно Сорић
непознато
Бруно Сорић (итал. Bruno Sorich; Задар, Аустроугарска 16. мај 1904 — 13. јун 1942) је бивши италијански веслач хрватског порекла, учесник Олимпијских игара 1924. одржаних у Паризу и освајач бронзане медаље у дисциплини трке осмераца.
Бруно Сорић се родио 1904. године у Задру који је у то време био у саставу Аустроугарске. После Првог светског рата, Задар прелази у руке Италије, тако да Бруно Сорић постаје грађанин Италије и добија италијнизирано име (итал. Bruno Sorich).
На Олимпијским играма 1924.у Паризу учествовао је као представник Италије и освојио је бронзану медаљу. Поред њега посаду осмерца сачињавала су петорица Хрвата: три рођена брата Анте, Фране и Шимун Каталинић, Виктор Љубић и Петар Иванов као и три Италијана: Карло Тоњати, Латино Галасо и Ђузепе Кривели.